# Dorit Jellinek

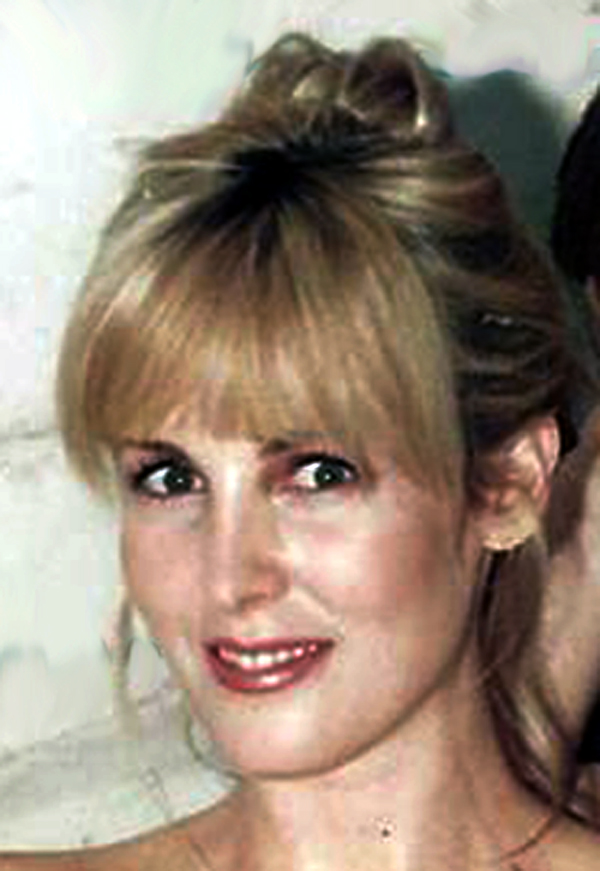
Dorit Jellinek (1990)

Dorit Jellinek (* 1958 in Haifa) ist ein israelisches Model.

## Leben
Jellinek wurde in Bat Galim in Haifa geboren, Im Jahr 1978 gewann sie den Miss-Israel-Wettbewerb, im Wettbewerb Miss Universe erreichte sie das Halbfinale. Sie wurde dann in Israel  ein erfolgreiches Model.
Sie studierte Politikwissenschaft und Philosophie an der Universität Haifa,  danach studierte sie alternative Medizin.